# Les Six Compagnons et la Princesse noire
Les Six Compagnons et la Princesse noire est le 19e roman, sur 49 titres publiés, de la série Les Six Compagnons créée par Paul-Jacques Bonzon.
Rédigé par Paul-Jacques Bonzon, le roman est édité pour la première fois en 1971 chez Hachette dans la collection Bibliothèque verte. Lors des rééditions à partir de 2006, il est publié dans la Bibliothèque rose.
Le roman évoque l’enlèvement d'une adolescente venant d'Afrique, surnommée « la Princesse noire » par les Six compagnons. L'action se déroule à Lyon, et plus précisément à Saint-Just, à la Guillotière et dans le 3e arrondissement. Une partie des faits se déroule dans l'avenue Lacassagne.

## Principaux personnages
- Les Six Compagnons
  - Tidou
  - Le Tondu
  - Gnafron
  - Bistèque
  - La Guille
  - Mady
- Le chien Kafi
- Youlna Bouakou (« la Princesse noire »)
- Hervé Plantier (dirige un garage automobile)
- Mme et M. Duverger

## Résumé
Le roman de 184 pages est divisé en 14 chapitres. Le résumé ci-dessous est basé sur l'édition du roman parue en 1971 dans la Bibliothèque verte.
Quelques semaines après la rentrée de septembre, Mady voit arriver une nouvelle élève dans sa classe. La jeune fille est noire et s'appelle Youlna Bouakou. Interrogée par Mady, elle dit venir de Guinée et être en France en raison d'une maladie de sa mère. Mady pense que Youlna ne lui dit pas toute la vérité. Elle propose aux Compagnons de suivre Youlna. Gnafron le fait et révèle que Youla, loin d'habiter dans un immeuble collectif, habite dans un grand hôtel lyonnais. De plus, la femme qui serait sa mère pourrait ne pas l'être. Présentée à un adolescent venant de Guinée, il apparaît que Youlna ne connaît pas la langue de ce pays. À la mi-décembre, les Compagnons invitent Youlna à parcourir avec eux la fête foraine. Le lendemain, sous les yeux de Tidou et Mady, un homme annonce à la jeune fille que sa mère a eu un grave malaise et qu'elle a été emmenée à l'hôpital. Deux hommes la font monter dans une voiture. Quelques minutes après, les Compagnons apprennent que la nouvelle était un mensonge et que Youlna vient d'être enlevée. Sa « mère » surgit affolée, se précipite en dehors de l'hôtel, va sur la rue mais se fait renverser par une voiture.
Dans un premier temps les investigations des Compagnons se concentrent sur M. Hervé Plantier, qui dirige un garage automobile dans le quartier de Saint-Just. À la suite de plusieurs filatures, cet homme les conduit à une maison cossue de la rue des Aubépines. Youlna s'y trouve en compagnie d'un couple, les époux Duverger. Tidou s'apprête à faire irruption dans la maison quand débarquent deux faux policiers, qui endorment les occupants de la maison avec de l'éther avant d'enlever Youlna. 
Arrivé sur place peu après, le commissaire Girodet interroge les Duverger. M. Duverger finit par avouer qu'il connaît le père de Youlna depuis longtemps en raison d'affaires d'import-export. Duverger a « enlevé » la jeune fille afin de la protéger de gangsters à la solde d'entreprises concurrentes de celles de son père. Son but ultime était de la conduire à Marseille, ville à la population métissée dans laquelle Youlna aurait pu passer inaperçue. C'est raté, puisque désormais la Mogambienne a réellement été enlevée.
Les Compagnons parviennent à retrouver la trace des ravisseurs de Youlna grâce à un bout de tissu arraché par le chien Kafi lors d'une bagarre avec l'un des bandits. Ils la séquestrent dans un immeuble du 3ème arrondissement de Lyon. Dans une tentative désespérée d'empêcher leur fuite, les jeunes garçons provoquent une bagarre qui tourne mal. 
C'est finalement Mady qui contrecarre les plans des gangsters en disposant les vélomoteurs de ses amis en travers du chemin, ce qui empêche leur camionnette de quitter les lieux, le temps que la police arrive sur place.

## Date du récit
C'est l'un des rares livres des Six Compagnons pour lequel on peut fixer précisément une date de l'action. Il est fait référence à trois reprises à une épidémie de grippe qui peut être celle de la grippe de Hong Kong de 1969-1970. L'action se déroule donc en décembre 1969 et se termine précisément le 24 décembre de cette année-là.

## Adaptation en série télévisée
- Les Six Compagnons et la Princesse noire, épisode de la série « Les Compagnons de l'aventure », diffusion le 22 décembre 1989[1].